# Club des correspondants étrangers du Japon
Le Club des correspondants étrangers du Japon (日本外国特派員協会, Nihon gaikoku tokuhain kyōkai) ou Foreign Correspondents' Club of Japan (FCCJ) est une organisation professionnelle pour journalistes fondée en 1945.

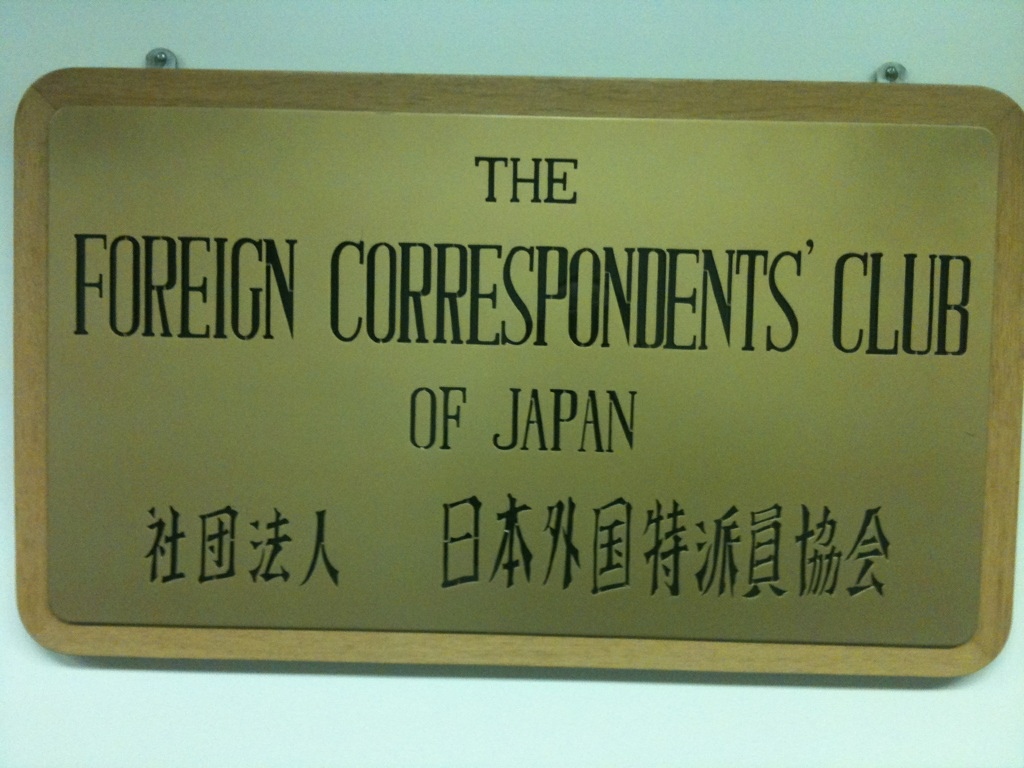

En plus des services professionnels offerts à ses membres, le Club gère une bibliothèque, un restaurant, un bar ainsi que de nombreuses conférences.
En 2024, le Club comptait environ 1 450 membres dont 240 correspondants étrangers et 160 professionnels, travaillant principalement pour des médias japonais. Le reste des membres est constitué d'entrepreneurs, cadres d'entreprise ainsi que d'auteurs et d'artistes.
Il publie le magazine No. 1 Shimbun tous les mois depuis 1968.

## Présidence
| Mandat                        | Présidence          | Affiliation                        |
| ----------------------------- | ------------------- | ---------------------------------- |
| Octobre - Décembre 1945       | Howard Handleman    | International News Service         |
| Janvier - Juin 1946           | Robert Cochrane     | The Baltimore Sun                  |
| Juillet - Décembre 1946       | Walter Simmons      | Chicago Tribune                    |
| Janvier - Juin 1947           | Tom Lambert         | Associated Press                   |
| Juillet 1947 - Juin 1948      | George Folster      | NBC                                |
| Juillet 1948 - Juin 1949      | Keyes Beech         | Chicago Daily News                 |
| Juillet 1949 - Juin 1950      | Allen S. Raymond    | Herald Tribune                     |
| Juillet 1950 - Juin 1951      | Burton Crane        | The New York Times                 |
| Juillet 1951 - Juin 1952      | Joe Fromm           | U.S. News & World Report           |
| Juillet 1952 - Juin 1953      | William Jorden      | Associated Press                   |
| Juillet 1953 - Juin 1954      | Dwight Martin       | Time-Life                          |
| Juillet 1954 - septembre 1954 | Hessell Tiltman     | Manchester Guardian                |
| Octobre 1954 - Juin 1955      | Rutherford Poats    | United Press                       |
| Juillet 1955 - Mars 1956      | Robert Eunson       | Associated Press                   |
| Avril 1956 - Mars 1957        | Marvin Stone        | International News Service         |
| Avril 1957 - Mars 1958        | Earnest Hoberecht   | United Press                       |
| Avril 1958 - Décembre 1958    | LeRoy Hansen        | United Press                       |
| Décembre 1958 - Juin 1959     | Sydney Brookes      | Reuters                            |
| Juillet 1959 - Juin 1960      | LeRoy Hansen        | United Press                       |
| Juillet 1960 - Juin 1961      | Nathan Polowetzkey  | Associated Press                   |
| Juillet 1961 - Juin 1962      | John Randolph       | Associated Press                   |
| Juillet 1962 - Juin 1963      | Fritz Steck         | Neue Zuercher Zeitung              |
| Juillet 1963 - Juin 1964      | Lee Chia            | Central News Agency                |
| Juillet 1964 - Juin 1965      | Julius Cohn         | Fairchild Publications             |
| Juillet 1965 - Juin 1966      | John Roderick       | Associated Press                   |
| Juillet 1966 - Juin 1967      | Frank Devine        | Australian Newspapers Association  |
| Juillet 1967 - Juin 1968      | Al Kaff             | United Press International         |
| Juillet 1968 - Juin 1969      | Henry Hartzenbusch  | Associated Press                   |
| Juillet 1969 - Juin 1970      | Ugo Puntieri        | Agenzia Nazionale Stampa Associata |
| Juillet 1970 - Juin 1971      | John Rich           | NBC                                |
| Juillet 1971 - Juin 1972      | Pierre Brisard      | AFP                                |
| Juillet 1972 - Juin 1973      | Mack Chrysler       | U.S. News & World Report           |
| Juillet 1973 - Juin 1974      | Sam Jameson         | Los Angeles Times                  |
| Juillet 1974 - Juin 1975      | Max Desfor          | Associated Press                   |
| Juillet 1975 - Juin 1976      | Al Cullison         | Daily Telegraph                    |
| Juillet 1976 - Juin 1977      | Bill Shinn          | Sisa News Agency                   |
| Juillet 1977 - Juin 1978      | Frederick Marks     | United Press International         |
| Juillet 1978 - Juin 1979      | Bruce Dunning       | CBS                                |
| Juillet 1979 - Juin 1980      | Swadesh DeRoy       | Press Trust of India               |
| Juillet 1980 - Juin 1981      | Jack Russell        | NBC                                |
| Juillet 1981 - Juin 1982      | Edwin Reingold      | Time                               |
| Juillet 1982 - Juin 1983      | Karel van Wolferen  | NRC-Handelsblad                    |
| Juillet 1983 - Juin 1984      | Ken Ishii           | International Herald Tribune       |
| Juillet 1984 - Juin 1985      | Mary Ann Maskery    | ABC                                |
| Juillet 1985 - Juin 1986      | Jurek Martin        | Financial Times                    |
| Juillet 1986 - Juin 1987      | Bruce Macdonell     | GlobeNet                           |
| Juillet 1987 - Juin 1988      | Naoaki Usui         | McGraw-Hill World News             |
| Juillet 1988 - Juin 1989      | Andrew Horvat       | The Independent                    |
| Juillet 1989 - Juin 1990      | Mike Tharp          | U.S. News & World Report           |
| Juillet 1990 - Juin 1991      | Peter McGill        | The Observer                       |
| Juillet 1991 - Juin 1992      | David Powers        | BBC                                |
| Juillet 1992 - Juin 1993      | Clayton Jones       | Christian Science Monitor          |
| Juillet 1993 - Juin 1994      | Lew Simons          | Knight-Ridder                      |
| Juillet 1994 - Juin 1995      | Gebhard Hielscher   | Süddeutsche Zeitung                |
| Juillet 1995 - Juin 1996      | James Lagier        | Associated Press                   |
| Juillet 1996 - Juin 1997      | William Dawkins     | Financial Times                    |
| Juillet 1997 - Juin 1998      | Steven Herman       | CBS Radio/Discovery Channel        |
| Juillet 1998 - Juin 1999      | Robert Neff         | Business Week                      |
| Juillet 1999 - Juin 2000      | Roger Schreffler    | E.I.U.Publication                  |
| Juillet 2000 - Juin 2001      | James Treece        | Automotive News                    |
| Juillet 2001 - Juin 2002      | Kazuo Abiko         | Associated Press                   |
| Juillet 2002 - Juin 2003      | Hans van der Lugt   | NRC-Handelsblad                    |
| Juillet 2003 - Mars 2004      | Myron Belkind       | Associated Press                   |
| April 2004 - Juin 2004        | Dan Sloan           | Reuters                            |
| Juillet 2004 - Juin 2005      | Anthony Rowley      | Business Times                     |
| Juillet 2005 - Juin 2006      | Dan Sloan           | Reuters                            |
| Juillet 2006 - Juin 2007      | Dennis Normile      | Science                            |
| Juillet 2007 - Juin 2008      | Martyn Williams     | IDG News Service                   |
| Juillet 2008 - Juin 2009      | Catherine Makino    | Inter Press Service                |
| Juillet 2009 - Juin 2010      | Monzurul Huq        | Daily Prothom Alo                  |
| Juillet 2010 - Juin 2013      | Georges Baumgartner | Schweizer Radio und Fernsehen      |
| Juillet 2013 - Juin 2015      | Lucy Birmingham     | Freelance                          |
| Juillet 2015 - Septembre 2015 | James Simms         | Forbes                             |
| Septembre 2015 - Juin 2016    | Suvendrini Kakuchi  | University World News              |
| Juin 2016 - Septembre 2016    | Peter Langan        | Freelance                          |
| Septembre 2016 - Juillet 2018 | Khaldon Azhari      | PanOrient News                     |
| Septembre 2020 - Juillet 2021 | Isabel Reynolds     | Bloomberg LP                       |